# Красное Селище (Марий Эл)
Красное Селище (горномар. Краселицӹ) — деревня в Горномарийском районе Республики Марий Эл Российской Федерации. Входит в состав Пайгусовского сельского поселения.
Численность населения — 38 человек (2014 год).

## География
Деревня Красное Селище расположена на правом берегу реки Сура в 2,5 км от деревни Этвайнуры и в 13 км по Суре от пристани Васильсурск.

## История
Эта местность впервые упоминается в летописях XVII века. Там селились охотники, рыболовы. После земельных споров жители покинули это место. В 1925 году началось создание выселок Красное Селище. Был образован колхоз «Красное Селище» с сельхозугодьями в 105 га.

## Население
| 2002 | 2010 | 2014 |
| ---- | ---- | ---- |
| 40   | ↗46  | ↘38  |

По данным на 2001 год население деревни составляло 42 человека; в деревне насчитывалось 24 двора, в том числе, 7 пустующих.